# Municipio Ahumada
Koordinaten: 30° 25′ N, 106° 22′ W
Ahumada ist ein Municipio mit gut 11.000 Einwohnern im mexikanischen Bundesstaat Chihuahua. Das Municipio ist mit einer Fläche von 16.927,6 km² das größte des Bundesstaats und sechstgrößte Mexikos. Verwaltungssitz und größter Ort im Municipio ist Miguel Ahumada, genannt Villa Ahumada. Das Municipio trägt seinen Namen ebenso wie sein Hauptort zu Ehren des früheren Gouverneurs von Chihuahua, Miguel Ahumada.

## Geographie
Das Municipio Ahumada liegt im Norden des Bundesstaats Chihuahua auf einer Höhe zwischen 1100 m und 2500 m. Es zählt zur Gänze zur physiographischen Provinz der Sierras y Llanuras del Norte. 99,9 % der Gemeindefläche liegen im endorheischen Becken der Cuencas Cerradas del Norte, 0,1 % liegen in der hydrologischen Region Bravo-Conchos und entwässern in den Golf von Mexiko. Die Geologie des Municipios wird mit über 48 % von Alluvionen bestimmt bei 17 % Konglomeratgestein, 9 % äolischen Sedimenten und 8 % rhyolithischem Tuff; vorherrschende Bodentypen im Municipio sind der Calcisol (29 %), Regosol (24 %), Leptosol (21 %) und Solonetz (8 %). 61 % des Municipios werden von Gestrüpplandschaft eingenommen, 33 % dienen als Weideland.
Das Municipio ist umgeben von den Municipios Ascensión, Juárez, Guadalupe, Coyame del Sotol, Aldama, Chihuahua und Buenaventura.

## Bevölkerung
Beim Zensus 2010 wurden im Municipio 11.457 Menschen in 3115 Wohneinheiten gezählt. Davon wurden 32 Personen als Sprecher einer indigenen Sprache registriert, davon 12 Sprecher der Tarahumara-Sprache. Etwa 3,7 % der Bevölkerung waren Analphabeten. 4487 Einwohner wurden als Erwerbspersonen registriert, wovon ca. 74 % Männer bzw. ca. 3,8 % arbeitslos waren. 3,4 % der Bevölkerung lebten in extremer Armut.

## Orte
Das Municipio Ahumada umfasst 135 bewohnte localidades, von denen lediglich der Hauptort vom INEGI als urban klassifiziert ist. Zehn Orte wiesen beim Zensus 2010 eine Einwohnerzahl von über 100 auf. Die größten Orte sind:
| Ort                           | Einwohner |
| Miguel Ahumada                | 8575      |
| Ojo Caliente (Colonia Seca)   | 0514      |
| Colonia Valle de la Esperanza | 0292      |
| Álamos de Peña                | 0269      |